# Hajime Isayama
Hajime Isayama (諫山 創 Isayama Hajime?) född 29 augusti 1986 i Ōyama (nuvarande Hita) i Ōita prefektur är en japansk serieskapare. Han är känd för sin mangaserie Attack on Titan som har blivit en stor succé med 45 miljoner exemplar sålda (november 2014).